# 薩波索阿
薩波索阿（西班牙語：Saposoa），是秘魯的城鎮，位於該國中北部聖馬丁大區，是瓦亞加省的首府，海拔高度307米，2007年人口12,951，居民使用奇楚瓦語和西班牙語。